# Lepidosaphes kamakurensis
Lepidosaphes kamakurensis är en insektsart som beskrevs av Kuwana 1925. Lepidosaphes kamakurensis ingår i släktet Lepidosaphes och familjen pansarsköldlöss. Inga underarter finns listade i Catalogue of Life.